# Thomas Walgensten
Thomas Walgensten est un mathématicien et physicien danois du XVIIe siècle, co-inventeur de la lanterne magique (paternité disputée avec Athanase Kircher et Christian Huygens), l'ancêtre du cinéma.